# Amy Sequenzia
Amy Sequenzia est une femme américaine autiste non-verbale, polyhandicapée. Militante pour les droits des personnes handicapées, les droits civils et les droits de l'Homme, elle a également de l'épilepsie, une infirmité motrice cérébrale, de la dyspraxie et de l'insomnie.
Sequenzia assure la co-direction de l'ouvrage Typed Words, Loud Voices, consacré à la communication améliorée et alternative. Elle est une fréquente contributrice de l'Autism Women's Network et d'Ollibean.com. Elle est également membre des conseils d'administration de l'Autistic Self Advocacy Network et de la Florida Alliance for Assistive Services and Technology.
Elle écrit de la poésie. Elle a participé à plusieurs conférences aux États-Unis et dans d'autres pays, dont "Reclaiming our Bodies and Minds" (À la reconquête de notre corps et de nos esprit) à l'Université Ryerson à Toronto.
Selon ses propres mots, elle « écrit pour communiquer» : « J'ai commencé à écrire quand j'avais huit ans, mais depuis de nombreuses années, je n'écris plus beaucoup en raison de crises qui m'épuisent tout le temps, et en raison du manque de soutien. Aujourd'hui, je ne peux pas imaginer être réduite au silence[non pertinent].

## Droits des personnes handicapées et militantisme dans l'autisme
Sequenzia est impliquée dans les mouvements de la neurodiversité et des droits de la personne autiste. Elle critique le modèle médical de l'autisme,. Sequenzia s'oppose aux tentatives de guérir l'autisme, estimant que l'autisme est une partie inséparable de la personne et de sa personnalité. Elle est en faveur de toute méthode choisie par une personne handicapée pour sa communication et utilise elle-même en particulier la communication facilitée,,.
Elle soutient la recherche pour guérir l'épilepsie,.
Sequenzia n'utilise pas l'expression « avec autisme » (destinée à mettre le diagnostic en second : person-first language). Elle s'est exprimée contre l'utilisation de la notion d'autisme de bas niveau ou déficient. Sequenzia estime que juger des personnes sur ce qu'elles "ne peuvent pas faire" pousse les autres à juger les personnes autistes de façon inéquitable et préjudiciable.